# Catherine Jarrige
Catherine Jarrige, T.O.S.D., v místním dialektu známá jako Catinon Menette (4. října 1754 Chalvignac – 4. července 1836 Mauriac) byla francouzská římská katolička, členka III. dominikánského řádu, známá svoji charitativní činností. Katolická církev ji uctívá jako blahoslavenou.

## Život
Narodila se dne 4. října 1754 ve vesničce Doumis v obci Chalvignac chudým rolníkům Pierru Jarrigemu a Marii Célarier jako nejmladší ze sedmi dětí. Její matka zemřela v roce 1767. V dětství pracovala se svými rodiči a sourozenci na poli.
V roce 1763 byla poslána pracovat jako služebná svého souseda. V roce 1774 odešla se svou sestrou Toinette pracovat jako krajkářka do Mauriac. Vzorem pro ni byla sv. Kateřina Sienská. V roce 1776 se stala členkou III. řádu svatého Dominika. Ráda tančila Bourrée, ale později se své záliby vzdala poté, co tanec naposledy předvedla na svatbě své sestry. Celý svůj život strávila poté zajišťováním duchovních a materiálních potřeb chudých, sbírala pro ně almužny. Byla oddaná těm nejskromnějším a nejchudším lidem a poskytovala jim jídlo, oblečení a duchovní útěchu.
Velká francouzská revoluce přinesla období protikatolického pronásledování. V té době pomáhala kněžím, kteří odmítli složit přísahu věrnosti novému režimu. Ukrývala je v lesích údolí Auze a v noci je tajně přiváděla do rodin, aby věřícím udíleli svátosti. Obstarávala také hostie a víno a další potřebné věci pro slavení mší svatých, čímž mnohokrát riskovala svůj život.
Podařilo se jí zachránit všechny kněze, kterým pomáhala, kromě jednoho, 28 letého Françoise Filiola, kterého v roce 1793 doprovázela při cestě na popraviště, čímž podstoupila značné riziko. Roku 1794 byla několikrát zatčena, ale úřady ji pokaždé propustily kvůli obavám z možných nepokojů, protože byla populární postavou.
Při jedné příležitosti přestrojila kněze, který se potřeboval dostat na určité místo, za rolníka, aby jej provedla hlídanou oblastí. Polila ho vínem, aby vytvořila iluzi, že je opilý. Také ho požádala, aby se choval, jako by byl opilý, a nechal ji mluvit, kdyby se k nim přiblížil voják. Voják se k dvojici skutečně přiblížil, ale v té chvíli se odklonila od původního plánu a začala knězi nadávat, jako by to byl její manžel. Voják k nim přišel a řekl převlečenému knězi: "Občane, kdybych měl takovou ženu, utopil bych ji v nejbližší řece" a kněz odpověděl: "Občane, já taky!"
Po skončení revoluce pokračovala ve své charitativní činnosti, kdy navštěvovala věznice a dohlížela na obnovu poničeného farního kostela. Zemřela dne 4. července 1836 v obci Mauriac.

## Úcta
Její beatifikační proces započal dne 12. června 1929, čímž obdržela titul služebnice Boží. Dne 16. ledna 1953 ji papež Pius XII. podepsáním dekretu o jejích hrdinských ctnostech prohlásil za ctihodnou. Dne 25. června 1996 byl uznán zázrak na její přímluvu, potřebný pro její blahořečení.
Blahořečena pak byla dne 24. listopadu 1996 na Svatopetrském náměstí papežem sv. Janem Pavlem II.
Její památka je připomínána 4. července.